# EIF4E
EIF4E (англ. Eukaryotic translation initiation factor 4E) – білок, який кодується однойменним геном, розташованим у людей на короткому плечі 4-ї хромосоми.  Довжина поліпептидного ланцюга білка становить 217 амінокислот, а молекулярна маса — 25 097.
| 10         |  | 20         |  | 30         |  | 40         |  | 50         |
| ---------- |  | ---------- |  | ---------- |  | ---------- |  | ---------- |
| MATVEPETTP |  | TPNPPTTEEE |  | KTESNQEVAN |  | PEHYIKHPLQ |  | NRWALWFFKN |
| DKSKTWQANL |  | RLISKFDTVE |  | DFWALYNHIQ |  | LSSNLMPGCD |  | YSLFKDGIEP |
| MWEDEKNKRG |  | GRWLITLNKQ |  | QRRSDLDRFW |  | LETLLCLIGE |  | SFDDYSDDVC |
| GAVVNVRAKG |  | DKIAIWTTEC |  | ENREAVTHIG |  | RVYKERLGLP |  | PKIVIGYQSH |
| ADTATKSGST |  | TKNRFVV    |  |            |  |            |  |            |

A: Аланін

C: Цистеїн

D: Аспарагінова кислота

E: Глутамінова кислота

F: Фенілаланін

G: Гліцин

H: Гістидин

I: Ізолейцин

K: Лізин

L: Лейцин

M: Метіонін

N: Аспарагін

P: Пролін

Q: Глутамін

R: Аргінін

S: Серин

T: Треонін

V: Валін

W: Триптофан

Кодований геном білок за функціями належить до факторів ініціації, фосфопротеїнів. 
Задіяний у таких біологічних процесах як регуляція трансляції, взаємодія хазяїн-вірус, біосинтез білка, ацетиляція, альтернативний сплайсинг. 
Білок має сайт для зв'язування з РНК. 
Локалізований у цитоплазмі.